# 十八鄉鄉事委員會公益社中學

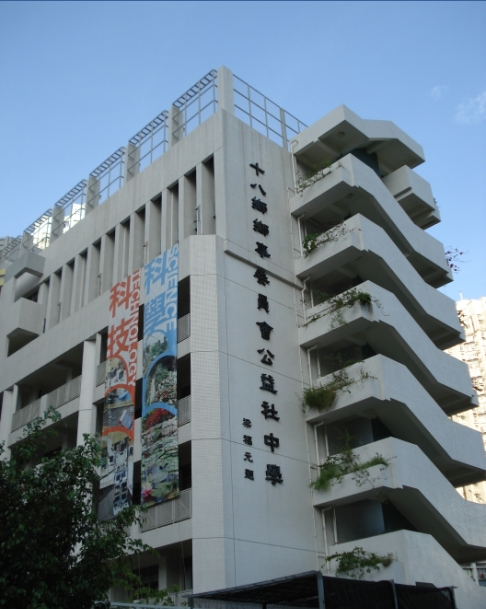
公益社中學新翼近觀

十八鄉鄉事委員會公益社中學（英語：Shap Pat Heung Rural Committee Kung Yik She Secondary School）是由政府津貼的男女中學，於1996年創校，位於香港新界天水圍天城路20號，由十八鄉鄉事委員會學校有限公司主辦，首任校長為楊吳韡春女士，第二任校長為廖小蓮女士（2017年9月1日-）。

## 學校特色
- 公益社中學重視科學及科技教育，投放資源並獲優質教育基金、中華電力和其他校外機構撥款。學校內設有生物科技實驗室、植物組織培育室、淡水生物研習室、水簾冷卻溫室、無土種植室（第二所溫室）、生物防治果園（已於2008年升級成為電腦控制果園）、生態溪流、生態花園、再生能源演示（風力發電[3]、光伏板[4]、太陽能熱水器[5]）、智能植物園[6]、機器人實驗室（內有激光切割機、多種機械人）。[7][8]來自內地、新加坡、泰國和英國的教師、學生曾到「科學園」交流。[9]然而，學校過於著重發展科學及科技教育，其他科目如中文課卻因“缺乏財政資源”而影響教學質素。[10]
- 該校發展計劃提及，部分學生對科學、科技方面興趣濃厚，亦具備潛質。學校積極安排同學參加科學、科技比賽，故在校園裏不時看見同學三五成群地協作科學比賽或討論科學知識。學生具備多方面的潛質，有條件發展資優教育。[11][12]部份學生自信未足，對自己的期望有待提升。[13]
- 該校自1996年開校肇始，創立生命教育科及相關委員會，致力發展生命教育。該校是全香港第一所開辦生命教育科的文法中學，亦在本地學界推動生命教育扮演重要角色[12]。[[
- 根據香港教育局網站資料，該校教師自稱學生“成績一般，肯學但不勤力”。[14]近年，學校的公開試成績不斷提升，該校的增值率是同區之冠。在2009年，中六理科只收原校學生，第一階段已完成收生；文科則在第二階段才完成。2009年會考科目合格率為94%，高考科目合格率85%。[9]學校亦在英文科持續投放大量資源，聘用顧問公司及以免費遊玩海洋公園利誘學生學習英語。[15]學生英文科水平日漸上升。根據政府新聞處，該校於2011-12年度起參與自願優化班級結構計劃，減收一班中一學生。[16]
- 此校自2002年起，曾打算與同系、毗鄰此校的公益社小學結為「一條龍學校」[17]，惟最後未有付諸實行[18]。

## 學校歷史

### 1971年至2003年
1971年，十八鄉鄉事委員會致函教育署申請興辦中學一所，歷久未批，故於1987年成立十八鄉鄉事委員會學校有限公司專案跟進。經歷七年等待，於1995年，始獲配位於天水圍27區興建標準設計中學校舍一所，承辦費約為500萬港元。1996年9月，學校以臨時注冊資格開辦。（採用臨時注冊資格開辦為正常程序。）兩年後學校獲正式注冊資格、首屆中五畢業生誕生。由於「母語教學」政策推行的關係，該校被迫轉型為中文中學。
1999年，該校獲優質教育基金撥款港幣50萬，推行「管樂飄飄滿校園」計劃。家長教師會在2000年正式成立，聚會場地「同心軒」於2002年5月開始運作；而女童軍學校支隊和紅十字會學校分會分則別於1999年及2002年成立。
2001年，學校參加一項名為「雞蛋碰地球」的全港性趣味科學比賽，並獲獎項。自此，學校確立了重點發展科學、科技教育的方針。2002年該校在科學、科技比賽一年內先後取得了9項全港比賽的冠、亞、季軍。2003年暑假，該校學生在港、澳、滬機械人埠制賽，奪冠軍及季軍。學校在2003年起籌劃「科學園」，同年獲批撥款，首期動工。同年七月，校舍改善工程正式動工，學校擴建新翼。
1999年，學校舉行首個開放日。2002年為創校五周年紀念，學校再次舉行開放日，並封裝了一個時間囊。

### 2004年至2009年
該校除了科學科技方面的獲獎數目越來越多外，音樂和藝術方面也略有成就。該校老師形容「作為一所年輕的機構，我們正經歷著學校成立後的急劇發展。」
- 音樂方面，管樂團經多年努力，達到了全港前列水平，並於2004全港青年音樂匯演全港中學中級組獲銀獎。該校女聲合唱團獲2004和2005年度初中女聲新界西第二名；2006年獲新界西第一名。於2004-2006年度，該校學生先後獲長笛、小號全港首三名、女聲獨唱全港第八名。[21]
- 藝術方面，該校學生於2004年獲「國際稻米年美術設計比賽」世界三等獎。[21]
- 科學科技比賽再創佳績，2004年和2005年單年獲獎超過40項，數年間更獲明報和星島日報廣泛報道[8]（有部分為繕稿[8]）。2006年和2007年，該校學生獲選為「香港科學青苗獎」最後十強。2006年獲「第三屆國際初中科學奧林匹克」銅牌。2007年奪得「香港學生科學比賽」研究組冠軍。教育局連同無綫電視以該校為題，製作了一套半小時節目，作為「課堂由我創」的其中一集，並於2007年1月在無線電視翡翠台播放。
- 學校發展方面，2005年「科學園」首期建成。新翼於2005年8月建成，並於2006年3月十周年慶典正式啟用[22]。該校亦獲政府撥款300萬港元，增聘英語老師和發展校本英文課程，提升教學素質。首屆學生會也在2008-09學年成立，取代「聯課活動委員會」的工作。

### 2010年及以後
公益社中學的學生在老師和校工的帶領下，經過一年籌劃、製作及試射，最終在2011年12月13日成功發射693枚水動火箭，超越了現存的健力士世界紀錄，並奠下該校航天科技的基礎（在此以前，發射最多水火箭的兩項世界紀錄均在2009年誕生，分別是荷蘭大學的213枚及英國可口可樂公司的351枚）。兩年後，該校再次打破自身保持的“同時發射最多水動火箭”世界紀錄。該校教師宣稱舉行這個大型活動，目的是增廣學生見聞，讓學生面向國際，提升自信；學校更聲稱，希望透過這個校本課程的延展活動，培訓學生探究、解難等能力，配合新高中課程。是次活動最終成功發射1056枚水動火箭。
2010-11至2013-14年度的學生會均分別由多個候選內閣競選而誕生，並設有競選答問會。該校於2017年正式成立校友會。
2025年1月15日和1月21日於荃灣城門谷運動場舉行第二十六屆陸運會，此次為天水圍中學第一次前往荃灣舉辦陸運會。

## 著名/傑出校友
- 陳泳伽︰香港女子音樂組合COLLAR成員（2015年中五肄業）
- 劉綺婷︰香港女子音樂組合Lolly Talk成員

## 備註
1. ↑  楊女士（社會科學學士、教育文憑、教育碩士，聖傑靈女子中學校友）現為興德學校委任校董。